# رامسر

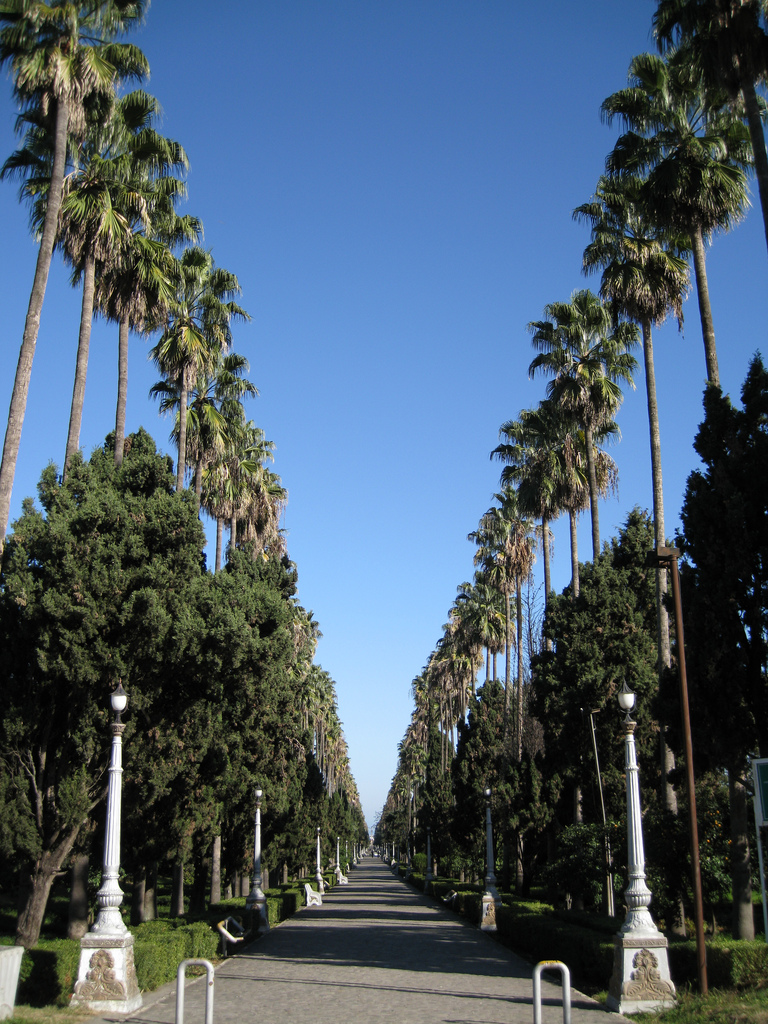
رامسر

رامسر ( بالفارسية : رامسَر ) مدينة سياحية إيرانية في محافظة مازندران شمال البلاد يقصدها السواح خلال الصيف مناخها حار رطب صيفاً بارد شتاءً يبلغ عدد سكانها 31659 نسمة حسب تعداد 2006 وتقع المدينة على ساحل بحر قزوين . تعتبر رامسر من أجمل المدن المطلة على بحر قزوين وفيها قصر للشاه (هوتيل حاليا) والعين الكبريتية والمتحف وكذلك التلة كابين (التلفريك) والعديد من العيون والمناظر الجبلية الرائعة (جواهردة-دوهزار-سيه هزار) وتبعد عن مدينة جالوس حوالي 96 كلم ..

## المناخ
يظهر الجدول التالي التغييرات المناخية على مدار السنة لرامسر:
| البيانات المناخية لـرامسر                             | البيانات المناخية لـرامسر | البيانات المناخية لـرامسر | البيانات المناخية لـرامسر | البيانات المناخية لـرامسر | البيانات المناخية لـرامسر | البيانات المناخية لـرامسر | البيانات المناخية لـرامسر | البيانات المناخية لـرامسر | البيانات المناخية لـرامسر | البيانات المناخية لـرامسر | البيانات المناخية لـرامسر | البيانات المناخية لـرامسر | البيانات المناخية لـرامسر |
| الشهر                                                 | يناير                     | فبراير                    | مارس                      | أبريل                     | مايو                      | يونيو                     | يوليو                     | أغسطس                     | سبتمبر                    | أكتوبر                    | نوفمبر                    | ديسمبر                    | المعدل السنوي             |
| ----------------------------------------------------- | ------------------------- | ------------------------- | ------------------------- | ------------------------- | ------------------------- | ------------------------- | ------------------------- | ------------------------- | ------------------------- | ------------------------- | ------------------------- | ------------------------- | ------------------------- |
| الدرجة القصوى °م (°ف)                                 | 31.0 (87.8)               | 26.0 (78.8)               | 36.8 (98.2)               | 35.0 (95.0)               | 34.4 (93.9)               | 38.0 (100.4)              | 35.2 (95.4)               | 35.0 (95.0)               | 35.2 (95.4)               | 33.2 (91.8)               | 32.0 (89.6)               | 29.0 (84.2)               | 38.0 (100.4)              |
| متوسط درجة الحرارة الكبرى °م (°ف)                     | 10.8 (51.4)               | 10.3 (50.5)               | 11.7 (53.1)               | 16.5 (61.7)               | 21.5 (70.7)               | 25.9 (78.6)               | 28.6 (83.5)               | 28.3 (82.9)               | 25.7 (78.3)               | 21.3 (70.3)               | 17.4 (63.3)               | 13.5 (56.3)               | 19.3 (66.7)               |
| المتوسط اليومي °م (°ف)                                | 6.9 (44.4)                | 6.9 (44.4)                | 8.7 (47.7)                | 13.1 (55.6)               | 18.3 (64.9)               | 22.6 (72.7)               | 25.2 (77.4)               | 24.8 (76.6)               | 22.3 (72.1)               | 17.7 (63.9)               | 13.4 (56.1)               | 9.4 (48.9)                | 15.8 (60.4)               |
| متوسط درجة الحرارة الصغرى °م (°ف)                     | 3.4 (38.1)                | 3.7 (38.7)                | 5.9 (42.6)                | 9.8 (49.6)                | 14.7 (58.5)               | 18.8 (65.8)               | 21.4 (70.5)               | 21.3 (70.3)               | 19.0 (66.2)               | 14.5 (58.1)               | 9.8 (49.6)                | 5.7 (42.3)                | 12.3 (54.1)               |
| أدنى درجة حرارة °م (°ف)                               | −10.0 (14.0)              | −6.0 (21.2)               | −3.0 (26.6)               | 0.0 (32.0)                | 5.0 (41.0)                | 9.0 (48.2)                | 15.0 (59.0)               | 16.0 (60.8)               | 10.0 (50.0)               | 5.0 (41.0)                | −1.0 (30.2)               | −2.0 (28.4)               | −10.0 (14.0)              |
| الهطول مم (إنش)                                       | 86.5 (3.41)               | 73.7 (2.90)               | 85.6 (3.37)               | 46.9 (1.85)               | 47.6 (1.87)               | 51.0 (2.01)               | 36.4 (1.43)               | 77.5 (3.05)               | 152.5 (6.00)              | 273.1 (10.75)             | 172.9 (6.81)              | 124.9 (4.92)              | 1٬228٫6 (48.37)           |
| متوسط أيام هطول الأمطار (≥ 1.0 mm)                    | 9.0                       | 8.7                       | 11.0                      | 8.3                       | 7.3                       | 4.9                       | 3.9                       | 6.6                       | 8.6                       | 11.6                      | 9.2                       | 8.8                       | 97.9                      |
| متوسط الأيام المثلجة                                  | 1.2                       | 1.2                       | 0.8                       | 0.1                       | 0.0                       | 0.0                       | 0.0                       | 0.0                       | 0.0                       | 0.0                       | 0.1                       | 0.3                       | 3.7                       |
| متوسط الرطوبة النسبية (%)                             | 84                        | 85                        | 88                        | 86                        | 85                        | 81                        | 79                        | 82                        | 84                        | 86                        | 86                        | 85                        | 84                        |
| ساعات سطوع الشمس الشهرية                              | 111.3                     | 98.9                      | 84.1                      | 119.4                     | 161.7                     | 186.8                     | 183.3                     | 159.8                     | 119.5                     | 108.8                     | 110.2                     | 96.1                      | 1٬539٫9                   |
| المصدر #1: NOAA                                       |                           |                           |                           |                           |                           |                           |                           |                           |                           |                           |                           |                           |                           |
| المصدر #2: Iran Meteorological Organization (records) |                           |                           |                           |                           |                           |                           |                           |                           |                           |                           |                           |                           |                           |

## أعلام
- محمد رضا خلعتبري
- حبيب
- إسفنديار رحيم مشائي